# Astrapotheria
Los astrapoterios (Astrapotheria) son un orden extinto de mamíferos placentarios que vivieron en Sudamérica. Pertenecen al clado Meridiungulata, o grupo de los ungulados del continente sudamericano, junto con Notoungulata, Litopterna, y Xenungulata. 

## Etimología
Astrapotheria significa "bestias del rayo" en alusión a los Brontotheriidae de América del Norte, un grupo morfológicamente similar que vivió en la mismo rango temporal.

## Generalidades

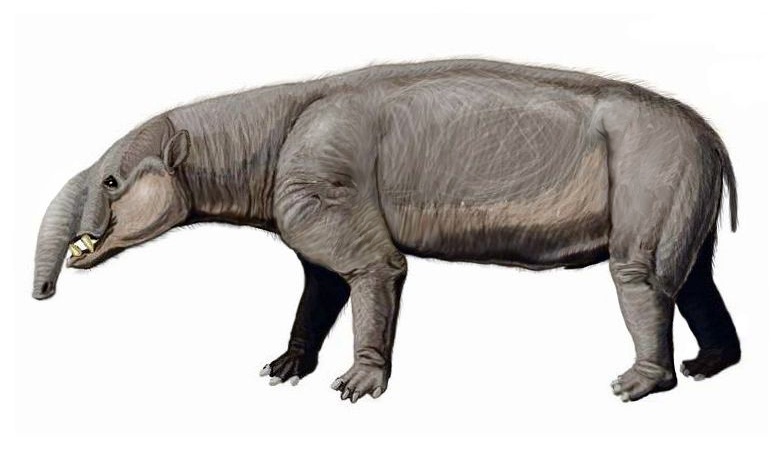
Astrapotherium

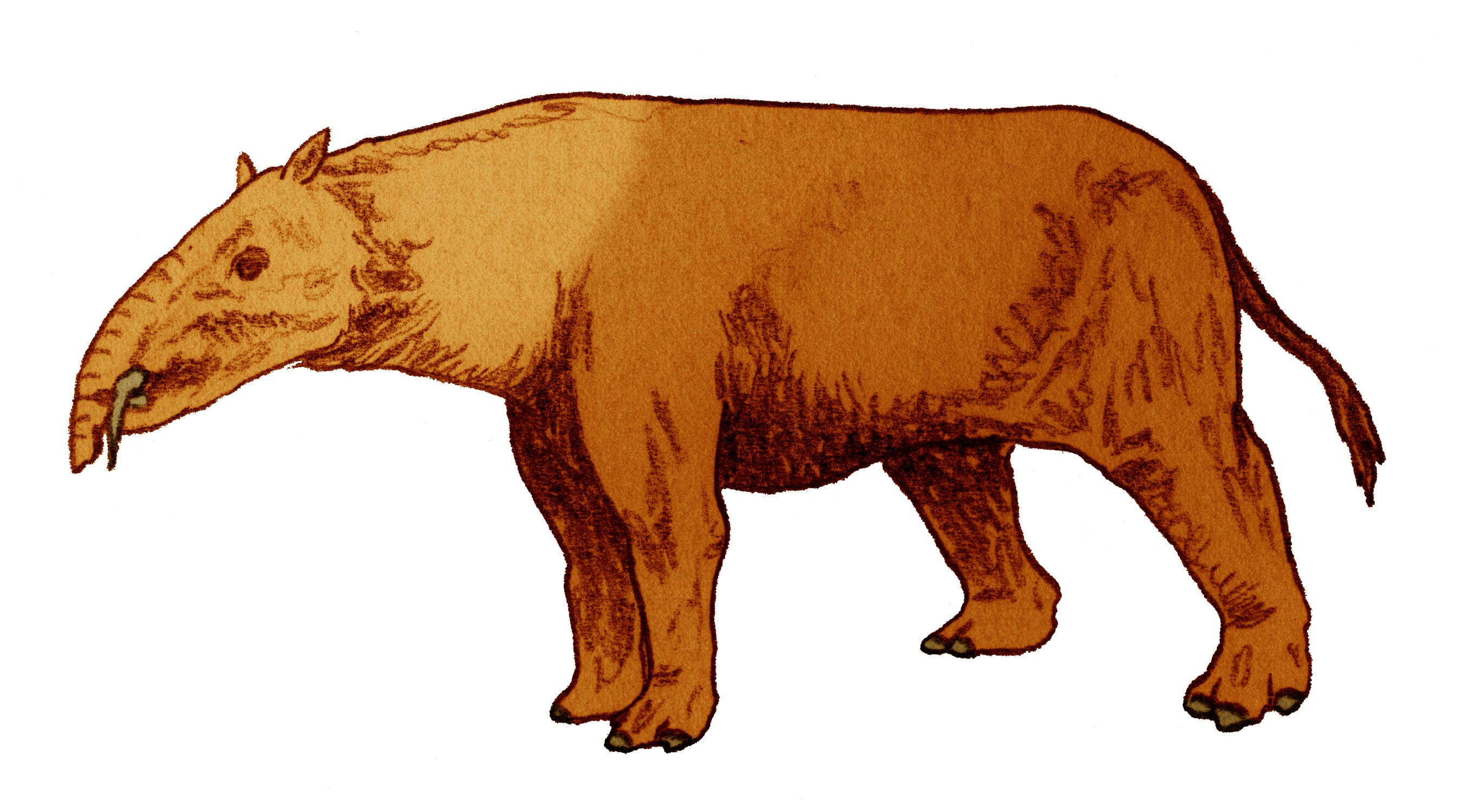
Había varios tipos de astrapoterios

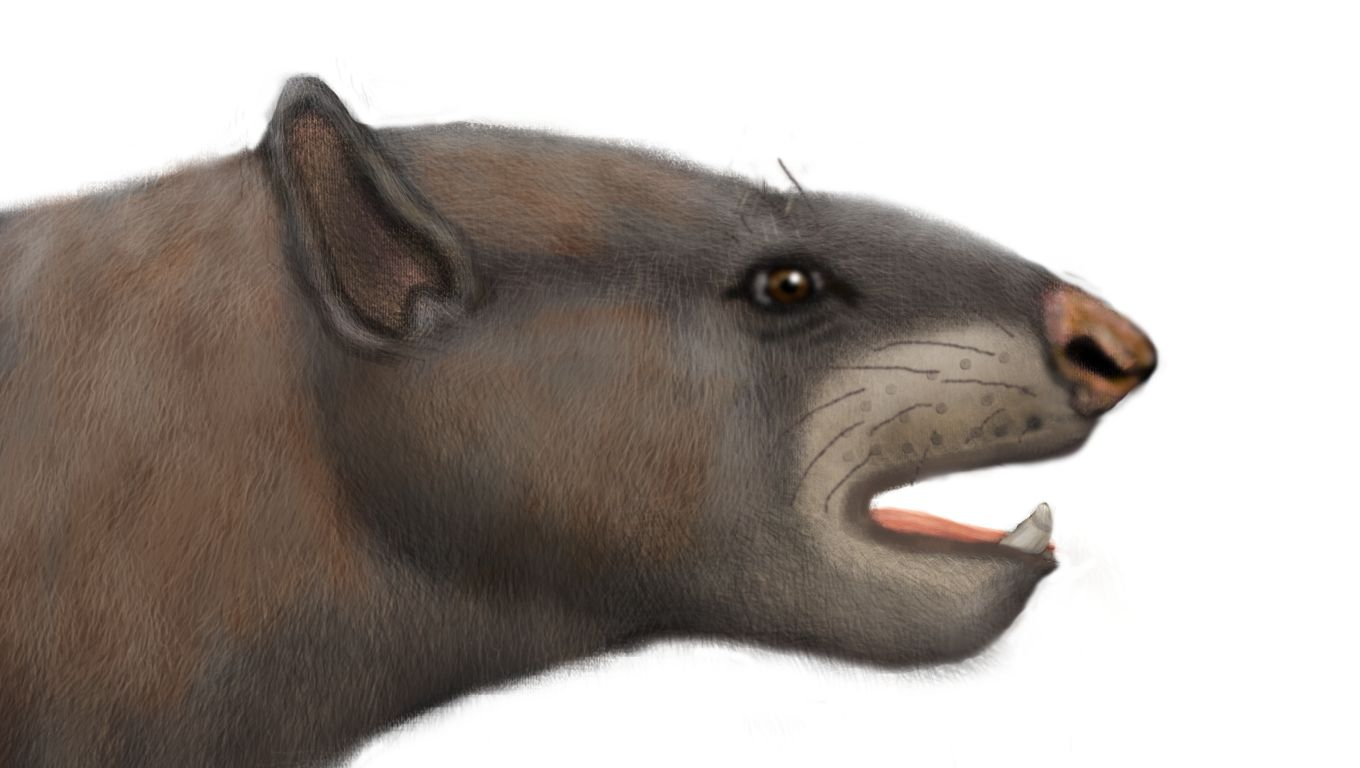
Trigonostylops

Los astrapoterios, constituyen un orden reducido, que sobrevivieron desde fines del Paleoceno hasta mediados del Mioceno. Probablemente tuvieran una probóscide como los tapires y, dado que los restos se encuentran asociados a depósitos lacustres, pasaran gran parte del tiempo en el agua como los hipopótamos modernos. Algunos de ellos eran tan grandes como los rinocerontes y tenían colmillos. Junto con algunas especies de litopternos y marsupiales didélfidos, han sido encontrados en estratos del Eoceno Medio de la isla Seymour, en el área de James Ross Land, al este de la península antártica. Uno de los primeros en aparecer fue Trigonostylops, presentando características más avanzadas que el más conocido  Astrapotherium magnum,eran los próximos Astrapothericulus emarginatus , Astrapothericulus peninsulatus, Parastrapotherium trouessarti y los similares Astraponotus, Xenastrapotherium, y Uruguaytherium. 
El grupo más especializado dentro del orden Astrapotheria, es Astrapotheriidae que incluye a los más inusuales animales de la fauna terrestre nativa del Terciario sudamericano. Entre los Astrapotheriidae, Astrapothericulus destaca por su tamaño menor y por presentar rasgos osteológicos y dentarios menos especializados que otros astrapoterios oligocénicos y miocénicos, lo cual indica que es anterior evolutivamente. La especie tipo y más conocida, Astrapothericulus iheringi, fue descrita por Ameghino en 1899 como una especie de pequeña talla del género Astrapotherium. Esta descripción se basó en unos pocos restos recolectados en el valle del río Pinturas, de la provincia argentina de Santa Cruz.
Mientras que Riggs en (1935) afirmó que Astrapotherium era un habitante de bosques y zonas húmedas en tierras bajas, Scott en (1937) cree que las características de Astrapotherium encajan mejor con un modo de vida acuático. Un estudio más reciente realizado por Avilla (2005), se basa en la comparación entre las proporciones de los miembros de Astrapotherium magnum y las proporciones de mamíferos recientes cuyos hábitos son conocidos. Los resultados muestran similitudes con los mamíferos que nadan impulsándose con movimientos alternados de las patas, de un modo muy similar al del oso polar o el hipopótamo. Del enorme Granastrapotherium se conocen algunos huesos de las extremidades, que poseen superficies de articulación más orientadas verticalmente. Estas características son típicas de animales muy grandes y pesados, tales como los elefantes, cuya estructura les permite permanecer en pie transmitiendo los esfuerzos a través de su diseño columnar. El Granastrapotherium parece haber sido más un animal terrestre que su pariente patagónico Astrapotherium. El desgaste observado en sus defensas indica que, del mismo modo que los elefantes modernos, G. snorki utilizaba sus defensas y su trompa como herramientas para apartar la vegetación y tumbar árboles.
Sobre la base de los caracteres mandibulares, se sugirió que Astrapothericulus podría ser el ancestro de Astrapotherium, aunque más tarde se interpretó que Astrapothericulus representaría un linaje divergente distinto de los de Astrapotherium y Parastrapotherium, probablemente derivado de Astraponotus en el Eoceno. Cifelli en 1993 concluyó que Astrapothericulus conforma un grupo monofilético con Astrapotherium y Parastrapotherium, aunque sin definir las relaciones entre estos géneros. Este autor no consideró a los géneros incluidos en la subfamilia Uruguaytheriinae (i.e. Uruguaytherium, Xenastrapotherium, Granastrapotherium), aunque ciertamente Astrapothericulus no presenta ninguna de las sinapomorfías indicadas para los Uruguaytheriinae. Johnson & Madden en 1997 concluyeron que Astrapothericulus es el grupo hermano de los restantes astrapotéridos oligocénicos y miocénicos (incluyendo a los Uruguaytheriinae), aunque esta agrupación se encuentra débilmente sustentada. Más recientemente, Kramarz & Bond (2009) analizaron 49 caracteres dentarios y cráneo-mandibulares en 12 géneros de astrapoterios, incluyendo los Astrapothericulus, concluyendo que este género y Astrapotherium forman un clado terminal (los Astrapotheriinae) distinto del de los Uruguaytheriinae y de Parastrapotherium.

## Historia evolutiva

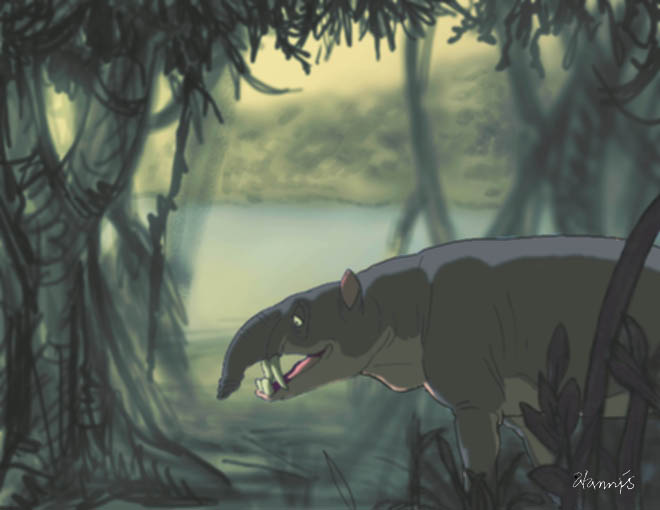
reconstrucción de un astrapoterio en su hábitat

El grupo, uno de los primeros en diversificarse, está relacionado con los litopternos con el cual comparte ancestros y a su vez dio origen al orden Xenungulata. La extinción de los astrapoterios parece estar relacionada con los cambios de clima que ocurrieron a lo largo del Cenozoico en Sudamérica. A diferencia de otros grandes herbívoros suramericanos, los astrapoterios nunca desarrollaron adaptaciones especiales para el consumo de vegetación fibrosa y de difícil digestión, tales como las gramíneas y otros pastos. No es de sorprender entonces que desaparecieran primero de la Antártida y luego de la Patagonia, regiones donde el clima se hizo más frío y seco antes que en el trópico. Aparentemente los astrapoterios eran más dependientes de lugares boscosos y de una alta disponibilidad de agua. Estas condiciones permitieron que en el Mioceno medio los últimos astrapoterios habitaran el norte de Sudamérica. Otros grupos que habían desaparecido de Patagonia en el Mioceno, habían encontrado un hábitat favorable en la Sudamérica tropical. En la fauna de La Venta (Colombia), por ejemplo, se han encontrado los restos de un leontínido desaparecido algún tiempo atrás de las faunas del sur.

## Características
El cráneo de Astrapotherium era corto pero la mandíbula inferior era larga, los caninos eran largos y los molares macizos; probablemente tenían una probóscide. Los pies eran pequeños y los dedos quizá descansaban sobre una almohadilla. Tal vez fueron acuáticos, como lo sugieren las débiles espinas vertebrales y los procesos transversales, y los grandes caninos inferiores divergentes recuerdan a los de los hipopótamos.

## Clasificación
Los astrapoterios incluyen dos familias:
- Género Antarctodon
- Familia Astrapotheriidae
  - Género Xenastrapotherium
  - Género Parastrapotherium
  - Género Scaglia
  - Género Granastrapotherium
  - Género Uruguaytherium
  - Género Maddenia
  - Género Astrapotherium
  - Género Astrapothericulus
  - Género Astraponotus
- Familia Trigonostylopidae
  - Género Trigonostylops
  - Género Albertogaudrya 
  - Género Shecenia
  - Género Tetragonostylops